# Перемешивание (динамические системы)

Перемешивание цветного пластилина в шарике, подвергающемся последовательным отображениям Подковы Смейла

В теории динамических систем, перемешивание — свойство системы «забывать» информацию о начальном условии с течением времени. Более точно, различают топологическое и метрическое перемешивание. Первое относится к теории непрерывных систем и, грубо говоря, утверждает, что сколь бы точно ни было известно начальное положение точки, с течением времени возможное её местонахождение становится всё более и более плотным множеством. Второе относится к теории измеримых систем — систем, сохраняющих некоторую меру {\displaystyle \mu } — и утверждает, что распределение абсолютно непрерывной относительно {\displaystyle \mu } меры (например, ограничения {\displaystyle \mu } на заданное подмножество начальных условий) при итерациях стремится к самой мере {\displaystyle \mu }.
Пусть {\displaystyle G} - аттрактор хаотической системы, на которой заданы оператор эволюции системы {\displaystyle S(G)} и инвариантная мера {\displaystyle \mu }. Сегментируем аттрактор на 2 области, {\displaystyle B} и {\displaystyle W.} Отношение меры точек из области {\displaystyle B}, которые через {\displaystyle n} итераций оператора эволюции {\displaystyle S} попали в область {\displaystyle W,} можно записать следующим образом:
{\displaystyle D_{n}={\frac {\mu (S^{n}(B)\cap W)}{\mu (W)}}.}
Оператор эволюции {\displaystyle S} является перемешиванием, если при {\displaystyle n\rightarrow \infty } значение {\displaystyle D_{n}} не зависит от выбора области {\displaystyle W,} а определяется отношением {\displaystyle {\frac {\mu (S^{n}(B)\cap W)}{\mu (W)}}\rightarrow {\frac {\mu (B)}{\mu (G)}}} при {\displaystyle n\rightarrow \infty }. Эта формула, с физической точки зрения, описывает размывание любой области начальных условий {\displaystyle B} по всем аттрактору {\displaystyle G}. В пределе, {\displaystyle n\rightarrow \infty }, мера образов точек множества {\displaystyle B} во множестве {\displaystyle W} равна мере множества {\displaystyle B} на аттракторе {\displaystyle G} для произвольных множеств {\displaystyle B} и {\displaystyle W.}

## Определения

### Топологическое перемешивание
По определению, (непрерывная) динамическая система {\displaystyle f:X\to X} называется топологически перемешивающей, если для любых двух непустых открытых множеств {\displaystyle A,B\subset X} выполнено 
{\displaystyle \exists N:\quad \forall n\geq N\quad f^{n}(A)\cap B\neq \emptyset ,}
или, что то же самое, 
{\displaystyle \exists N:\quad \forall n\geq N\quad A\cap f^{-n}(B)\neq \emptyset ,}
Это, в частности, означает, что для любых заданных {\displaystyle \varepsilon >0} и непустого открытого множества {\displaystyle A} все итерации {\displaystyle A} с достаточно большим номером оказываются {\displaystyle \varepsilon }-плотны в фазовом пространстве.
Топологическое перемешивание является более сильным, чем транзитивность, свойством. Так, иррациональный поворот окружности транзитивен, но не перемешивает.

### Метрическое перемешивание
По определению, сохраняющее меру измеримое отображение {\displaystyle f:(X,{\mathcal {A}},\mu )\to (X,{\mathcal {A}},\mu )} называется метрически перемешивающим, если для любых двух измеримых множеств {\displaystyle A,B\in {\mathcal {A}}} выполнено
{\displaystyle \mu (f^{-n}(A)\cap B)\to \mu (A)\mu (B),\quad n\to \infty .}
В терминах интегрируемых функций, это равносильно тому, что для любых двух функций {\displaystyle \varphi ,\psi \in L_{2}(X,\mu )} выполнено
{\displaystyle \int _{X}\varphi (f^{n}(x))\psi (x)\,d\mu (x)\to \int _{X}\varphi \,d\mu \cdot \int _{X}\psi \,d\mu .}
Эргодичность меры {\displaystyle \mu } является необходимым, но не достаточным условием метрического перемешивания. Так, иррациональный поворот окружности сохраняет эргодическую для него меру Лебега, но не является метрически перемешивающим.